# Người Do Thái tại Việt Nam
Những người Do Thái đầu tiên thăm Việt Nam được cho trong thời Pháp thuộc vào cuối thế kỷ 19. Trong thời Chiến tranh Việt Nam, các cộng đồng Do Thái tạm được xây dựng ở khắp Việt Nam Cộng hòa, phần lớn là lính Mỹ.
Sau khi chính phủ Việt Nam bắt đầu cải cách kinh tế trong thời kỳ Đổi mới, số người Do Thái đến thăm Việt Nam tăng lên. Năm 1993, Israel thiết lập quan hệ ngoại giao với Việt Nam và mở cửa một tòa đại sứ tại Hà Nội. Mỗi năm, tòa đại sứ này tổ chức một phái đoàn nhân đạo để mang bác sĩ và y tá đến những vùng núi nghèo nhất ở Việt Nam
Vào năm 2007, có khoảng 100 người Do Thái ở Hà Nội và khoảng 200 ở Thành phố Hồ Chí Minh. Năm 2006, giáo phái chính thống Chabad mở cửa một trung tâm tại Thành phố Hồ Chí Minh. Nó được sử dụng phần lớn bởi các nhà kinh doanh và khách du lịch từ Israel và Hoa Kỳ.